# Rameau glandulaire de l'artère faciale
Les rameaux glandulaires de l'artère faciale sont constituées de trois ou quatre artères systémiques paires qui vascularisent la glande submandibulaire.

## Origine
Les rameaux glandulaires de l'artère faciale naissent de cette dernière dans son passage sur la face latérale de la glande submandibulaire.
Certains rameaux se prolongent vers les muscles voisins, les ganglions lymphatiques et le tégument voisin.